# Pilea tobagensis
Pilea tobagensis är en nässelväxtart som beskrevs av Ignatz Urban. Pilea tobagensis ingår i släktet pileor, och familjen nässelväxter. Inga underarter finns listade i Catalogue of Life.